# Milán-San Remo 1970

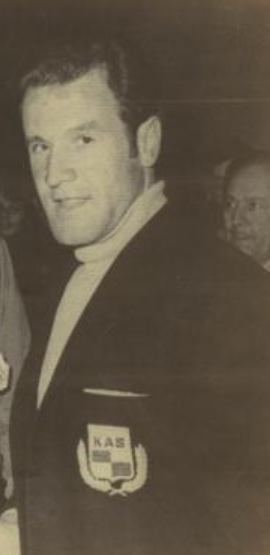
Milán-San Remo

La Milán-San Remo 1970 fue la 61.ª edición de la Milán-San Remo. La carrera se disputó el 19 de marzo de 1971, siendo el vencedor final el italiano Michele Dancelli, que se impuso en solitario en la meta de San Remo. Desde que en la 1957 Loretto Petrucci venciera la carrera, ningún otro italiano lo había vuelto a hacer.

## Clasificación final
| Pos. | Ciclista         | Equipo                   | Tiempo     |
| ---- | ---------------- | ------------------------ | ---------- |
| 1    | Michele Dancelli | Molteni                  | 6h 32' 56" |
| 2    | Gerben Karstens  | Peugeot-Michelin-BP      | + 1' 39"   |
| 3    | Eric Leman       | Flandria-Mars            | m. t.      |
| 4    | Italo Zilioli    | Faema-Faemino            | m. t.      |
| 5    | Walter Godefroot | Salvarani                | m. t.      |
| 6    | Rolf Wolfshohl   | Fagor-Mercier-Hutchinson | m. t.      |
| 7    | Mauro Simonetti  | Ferretti                 | + 1' 43"   |
| 8    | Eddy Merckx      | Faema-Faemino            | + 1' 56"   |
| 9    | Frans Verbeeck   | Geens-Watney-Diamant     | m. t.      |
| 10   | Guido Reybrouck  | Germanvox-Wega           | m. t.      |